# Lueng Jawa
Lueng Jawa is een bestuurslaag in het regentschap Aceh Barat van de provincie Atjeh, Indonesië. Lueng Jawa telt 314 inwoners (volkstelling 2010).